# Glossário de AVAC
A AVAC (aquecimento, ventilação e ar condicionado) é uma das grandes subespecialidades da engenharia mecânica. O objetivo do projeto de sistemas de AVAC é o de balancear o conforto ambiental com outros fatores como os custos da instalação, a facilidade de manutenção e a eficiência energética. A especialidade de AVAC inclui uma série de termos, vários dos quais, são sumarizados neste glossário.

## A
Aquecimento
Forma de climatização pela qual é possível controlar a temperatura mínima no local a climatizar. O mesmo que "calefação".
Ar condicionado
Forma de climatização que permite controlar a temperatura, a humidade, a qualidade e a velocidade do ar num local. Neste sentido é o mesmo que "condicionamento de ar". Na linguagem corrente, "ar condicionado" também designa um sistema de arrefecimento para climatização de um único espaço, sendo equivalente a "unidade individual".
Ar de extração
Ar que é extraído do local pelo sistema de climatização.
Ar de infiltração
Ar exterior que penetra no local climatizado de forma natural (não mecânica), através de frinchas e outras aberturas, por força das diferenças de pressão que se que existem entre o exterior e o interior do local. O mesmo que "inflitrações".
Ar de insuflação
Ar que é introduzido no local climatizado, pelo sistema de climatização. Pode ser constituído apenas por ar novo ou também por ar de retorno.
Ar de exaustão
Ar que é extraído do local, pelo sistema de climatização e que é lançado para o exterior. Pode ser a totalidade ou apenas parte do ar de extração. O mesmo que "ar de rejeição".
Ar de rejeição
Ver "ar de exaustão".
Ar de retorno
Parte do ar de extração que não é rejeitada e lançada para o exterior, sendo sim reaproveitada e misturada com o ar novo para, após tratamento, se tornar no ar de insuflação.
Ar exterior
Ar existente no espaço exterior ao local climatizado,  identificando-se geralmente com o ar ambiente.
Ar novo
Ar exterior que é introduzido no sistema de climatização, para renovação do ar do local. Constituiu parte ou totalidade do ar de insuflação.

## B
Bomba de calor
Máquina térmica, que usa o princípio da máquina frigorífica, que pode ser usada tanto para aquecimento como para arrefecimento.
British thermal unit (Btu)
Unidade de energia, usada frequentemente em AVAC, equivalente a 1,06 kilojoules. 1 Btu corresponde à energia necessária para aumentar a temperatura de 1 libra de água em 1 grau Fahrenheit. Na prática, existem diversos tipos de Btu, cada qual correspondendo a uma diferente interpretação daquela definição. A potência dos sistemas de AVAC pode ser expressa em Btu/hora.

## C
Caldeira
Máquina térmica em que um fluido é aquecido, com ou sem mudança de fase, com recurso à queima de combustível sólido, líquido ou gasoso ou com recurso à energia elétrica.
Calefação
Ver "aquecimento".
Climatização
Termo genérico que designa o processo de tratamento de ar ou a forma de fazer alterar, isoladamente ou conjuntamente, a temperatura, a humidade, a qualidade e a velocidade do ar num local. Inclui, portanto, as funções de aquecimento, arrefecimento, humidificação, desumidificação e ventilação. Se todas as funções poderem ser ativadas de forma conjugada, corresponde ao ar condicionado.
Condensador
Um componente no ciclo básico de refrigeração que remove o calor do sistema. O condensador constitui a parte quente de um ar condicionado ou bomba de calor. Os condensadores são permutadores de calor e podem transferir calor diretamente para o ar para um fluido intermediário (como a água ou uma solução aquosa de etilenoglicol) para transportar o calor para um local distante como o solo, um corpo de água ou o ar (como acontece nas torres de arrefecimento).
Chiller
Ver "unidade de produção de água refrigerada".
Condicionamento de ar
Ver "ar condicionado".
Consumo específico
Energia utilizada para o funcionamento de um sistema de AVAC de um edifício, durante um ano típico, sob padrões nominais de funcionamento, por unidade de área ou por unidde de serviço prestado.
Consumo nominal
Energia necessária para o funcionamento do sistema de AVAC de um edifício sob condições típicas convencionadas, quer em termos de clima quer em termos de padrão de utilização.

## D
Desumidificação
Processo de redução da humidade específica do ar.

## E
Eficiência de ventilação
Razão entre ou caudal de ar novo que é insuflado ou entra num dado espaço e o cuadal de ar novo que chega efetivamente à zona ocupada desse espaço.
Eficiência energética nominal
Razão entre a energia útil e a energia final, medida geralmente em percentagem, sob condições nominais de projeto.
Energia final
Energia disponibilizada aos utilizadores sob diferentes formas úteis, depois de obtida a partir de energia primária. Conforme o tipo, é expressa em unidades com significados comerciais como o quilowatt-hora (kWh), o quilograma (kg) ou o metro cúbico (m3).
Energia primária
Recurso energético que se encontra disponível na natureza, sob a forma de petróleo, biomassa, sol, vento, água e outras. Exptime-se normalmente sob a forma de massa equivalente de petróleo, sendo utilizadas as unidades tonelada equivalente de petróleo (tep) e quilograma equivalente de petróleo (kgep). Algumas formas de energia primária, como o gás natural, a lenha e o sol podem ser utilizadas diretamente como energia final.
Energia renovável
Energia proveniente do Sol, da biomassa, do vento, da geotermia, do Mar e dos rios.
Energia útil
Energia fornecida por um aparelho para o cumprimento do seu fim.
Envolvente
Componente de um edifício que marca o limite entre o espaço interior e o ambiente exterior. Inclui as paredes, cobertura e outros elementos da arquitetura do edifício que fazem a separação entre o exterior e o interior, bem como a relação entre estes e as fundações, estruturas e demais elementos construtivos.

## H
Humidificação
Processo de aumento da humidade específica do ar. O mesmo que "umidificação."

## M
Mix energético
Distribuição percentual das fontes de energia primária na produção da energia elétrica pública.

## P
Potência térmica nominal de aquecimento
Potência térmica que seria necessário fornecer a um local para compenar as perdas térmicas nas condições nominais de cálculo.
Potência térmica nominal de arrefecimento
Potência térmica que seria necessário extrair a um local para compensar os ganhos térmicos nas condições nominais de cálculo.
Potência térmica de aquecimento do sistema
Potência térmica máxima de aquecimento que o sistema de AVAC instalado pode fornecer.
Potência térmica de arrefecimento do sistema
Potência térmica máxima de arrefecimento que o sistema de AVAC instalado pode fornecer.
Potência térmica instalada
Potência térmica máxima de aquecimento ou de arrefecimento que o sistema de AVAc instalado pode fornecer.
Propulsor de fluido de transporte
Conjunto motor-ventilador ou motor-bomba, utilizado para fazer a movimentação, respetivamente, dos fluidos gasosos e líquidos de um sistema de climatização.

## R
Reaquecimento terminal
Aquecimento de ar arrefecido centralmente, à entrada de um espaço a ser climatizado, para aprimorar a regulação da temperatura do ar que entra nesse espaço.
Recuperação de calor
Processo utilizado para aproveitamento do calor transportado pelo fluido de extração para aquecimento do fluido admitido no sistema.
Rede urbana
Circuito de distribuição de fluidos térmicos, numa determinada área urbana, em que aqueles são preparados numa central comum e disponibilizados para utilização em cada um dos edifícios servidos pela rede.
Registo
Placa, porta ou grelha colocada num duto para controlar o fluxo de ar, através do aumento da fricção.
Renovações de ar por hora
O número de vezes que, durante uma hora, o volume de ar presente no interior de um dado compartimento ou edifício é introduzido e removido desse espaço através de ventilação mecânica ou natural.

## S
Serpentina
Componente através do qual é realizada a troca de calor com um fluido, dentro de uma unidade de tratamento de ar ou de uma conduta. Normalmente é um tubo ou filamento de formato ondulado. É aquecido ou arrefecido através da circulação de um fluido pelo interior do mesmo ou através de eletricidade.
Sistema de climatização
Conjunto de equipamentos combinados de forma coerente com vista a satisfazer a um ou mais dos objetivos da climatização, ou seja da ventilação, aquecimento, arrefecimento, humidificação e desumidificação. O ar condicionado é um sistema de climatização que satisfaz todos estes objetivos.
Sistema centralizado
sistema em que o equipamento necessário para a produção de frio ou calor se situa concentrado numa instalação e num local distinto dos espaços a climatizar. O frio, calor e humidade são transportados por um fluido térmico aos espaços a climatizar.

## U
Umidificação
Ver humidificação.
Unidade individual
Equipamento de climatização compacto, repartido e autónomo, de pequena capacidade, servindo apenas uma sala ou fração separada. Na linguagem corrente, é designado por "aparelho de ar condicionado".
Unidade de produção de água refrigerada (UPAR)
Aparelho, frequentemente referido como "chiler", que se destina a remover calor de água ou de outro fluido, através de um ciclo de refrigeração de vapor-compressão ou de absorção. A água refrigerada flui por canos através do edifício e passa por serpentinas, situadas em unidades de tratamento de ar, ventiloconvectores e outros aparelhos, arrefecendo e normalmente desumidificando o ar introduzido no espaço a climatizar. Existem dois tipos de unidades de produção de água refrigerada: por arrefecimento a ar e por arrefecimento a água. As primeiras, são normalmente equipamentos de exterior e conistem em serpentinas de condensação, arrefecidas por ar conduzido por ventiladores. As unidades arrefecidas a água são normalmente de interior e o calor originado por elas por água em circulação até uma torre de arrefecimento ou outro dissipador de calor.
Unidade de tratamento de ar (UTA)
Aparelho, parte de um sistema centralizado de AVAC - que consiste num ventilador, bateria de aquecimento, bateria de arrefecimento, filtros, grelhas, humidificadores e outros compoentes - destinado a tratar o ar novo e o ar de retorno, transformando-o em ar de insuflação.

## V
Ventilação
Processo de renovação do ar de um dado espaço, através de meios naturais ou mecânicos.
Ventilação híbrida
Renovação do ar interior por ar novo, recorrendo a ventialção natural, sempre que as condições o permitam e a ventilação mecânica, como forma alternativa ou complementar, sempre que a ventilação natural seja insuficiente.
Ventilação mecânica
Renovação do ar interior por extração de ar do espaço e insuflação de ar exterior ou ar tratado numa mistura de ar novo e ar de retorno, utilizando um sistema de condutas e ventiladores.
Ventilação natural
Renovação do ar interior por ar novo atmosférico exterior recorrendo apenas a aberturas na envolvente com área adequada, autocontralada ou por regulação manual e as mecanismos naturais do vento e das diferenças de temperatura causadoras de movimento ado ar.
Volume de ar constante (VAC)
Um sistema projetado para fornecer um fluxo de ar constante. Este termo aplica-se a sistemas de AVAC que usam uma temperatura variável do ar de insuflação, mas mantendo constante o seu fluxo. A maioria dos sistemas de ar condicionado residenciais são deste tipo.

## Z
Zona ocupada
Espaço de uma sala onde pode ocorrer a ocupação humana, geralmente correspondente ao espaço desde o nível do pavimento até cerca de 2 metros acima deste.